# 家庭新聞
家庭新聞（かていしんぶん）は、有限会社家庭新聞社が埼玉県所沢市で編集・発行・配布する日刊の市域地方新聞（地方紙）。1954年6月創刊と、一般家庭にテレビが普及していない時代に誕生した。時代の変化とともに購読者が減り、また2018年冬に代表者が交通事故に遭い重傷を負うなど、さまざまな事情が重なり、2018年2月28日の紙面にて、突然の廃刊を発表した。

## 概説

濃い桃色の部分が所沢市

所沢市の政治・経済・文化・スポーツ・学校行事・イベント・介護・医療問題等の情報を多数掲載していた。

### 新聞データ
- 発行者：有限会社家庭新聞社（埼玉県所沢市並木3-1-2-111）
- A3判4ページ
- 購読料：1620円（月額、税込み）
- 発行部数：不明
- 主な購読者：所沢市内の一般家庭・企業・市役所など

## 沿革
- 1953年10月 - 創刊
- 2018年2月28日 - 廃刊